# Neilton
Neilton Meira Mestzk (Nanuque; Brasil, 17 de febrero de 1994), conocido simplemente como Neilton, es un futbolista brasileño que juega como delantero o extremo derecho. Actualmente milita en el Coritiba del Campeonato Brasileño de Serie A.

## Estadísticas
Actualizado al 13 de marzo de 2016.
| Club                                         | Div           | Temporada     | Liga  | Liga  | Estatal | Estatal | Copas nacionales | Copas nacionales | Torneos internacionales | Torneos internacionales | Total | Total |
| Club                                         | Div           | Temporada     | Part. | Goles | Part.   | Goles   | Part.            | Goles            | Part.                   | Goles                   | Part. | Goles |
| -------------------------------------------- | ------------- | ------------- | ----- | ----- | ------- | ------- | ---------------- | ---------------- | ----------------------- | ----------------------- | ----- | ----- |
| Santos · Brasil                              | 1.ª           | 2013          | 14    | 4     | 2       | 0       | 3                | 0                | 0                       | 0                       | 19    | 4     |
| Santos · Brasil                              | Total club    | Total club    | 14    | 4     | 2       | 0       | 3                | 0                | 0                       | 0                       | 19    | 4     |
| Cruzeiro · Brasil                            | 1.ª           | 2014          | 1     | 0     | 0       | 0       | 3                | 0                | 0                       | 0                       | 4     | 0     |
| Cruzeiro · Brasil                            | 1.ª           | 2015          | 1     | 0     | 4       | 1       | 0                | 0                | 0                       | 0                       | 5     | 1     |
| Cruzeiro · Brasil                            | 2017          |               |       |       |         |         |                  |                  |                         |                         |       |       |
| Cruzeiro · Brasil                            |               |               |       |       |         |         |                  |                  |                         |                         |       |       |
| Total club                                   | Total club    | 2             | 0     | 4     | 1       | 3       | 0                | 0                | 0                       | 9                       | 1     |       |
| → Botafogo (cedido) · Brasil                 | 2.ª           | 2015          | 18    | 6     | 0       | 0       | 0                | 0                | 0                       | 0                       | 18    | 6     |
| → Botafogo (cedido) · Brasil                 | 2.ª           | 2016          | 26    | 8     | 13      | 1       | 6                | 3                | 0                       | 0                       | 45    | 12    |
| → São Paulo (cedido) · Brasil                |               | 2017          |       |       |         |         |                  |                  |                         |                         |       |       |
| → São Paulo (cedido) · Brasil                |               |               |       |       |         |         |                  |                  |                         |                         |       |       |
| Vitória · Brasil                             |               | 2017          |       |       |         |         |                  |                  |                         |                         |       |       |
| Vitória · Brasil                             | 2018          |               |       |       |         |         |                  |                  |                         |                         |       |       |
| 2020                                         |               |               |       |       |         |         |                  |                  |                         |                         |       |       |
|                                              |               |               |       |       |         |         |                  |                  |                         |                         |       |       |
| → Internacional (cedido) · Brasil            |               | 2019          |       |       |         |         |                  |                  |                         |                         |       |       |
| → Internacional (cedido) · Brasil            |               |               |       |       |         |         |                  |                  |                         |                         |       |       |
| → Hatta Club (cedido) Emiratos Árabes Unidos |               | 2020          |       |       |         |         |                  |                  |                         |                         |       |       |
| → Hatta Club (cedido) Emiratos Árabes Unidos |               |               |       |       |         |         |                  |                  |                         |                         |       |       |
| Coritiba · Brasil                            |               |               | 2020  |       |         |         |                  |                  |                         |                         |       |       |
| Coritiba · Brasil                            | 2021          |               |       |       |         |         |                  |                  |                         |                         |       |       |
| 2022                                         |               |               |       |       |         |         |                  |                  |                         |                         |       |       |
|                                              |               |               |       |       |         |         |                  |                  |                         |                         |       |       |
| → Sport Recife (cedido) · Brasil             |               | 2021          |       |       |         |         |                  |                  |                         |                         |       |       |
| → Sport Recife (cedido) · Brasil             |               |               |       |       |         |         |                  |                  |                         |                         |       |       |
| Total club                                   | Total club    | Total club    | 44    | 14    | 13      | 1       | 6                | 3                | 0                       | 0                       | 63    | 18    |
| Total carrera                                | Total carrera | Total carrera | 60    | 18    | 19      | 2       | 12               | 3                | 0                       | 0                       | 100   | 23    |

## Palmarés

### Torneos nacionales
| Competición                | Posición | Club          | País   | Año  |
| -------------------------- | -------- | ------------- | ------ | ---- |
| Campeonato Paulista Sub-20 | Campeón  | Santos Sub-20 | Brasil | 2013 |
| Copa São Paulo             | Campeón  | Santos Sub-20 | Brasil | 2013 |
| Copa do Brasil Sub-20      | Campeón  | Santos Sub-20 | Brasil | 2013 |